# Navia caurensis
Navia caurensis är en gräsväxtart som beskrevs av Lyman Bradford Smith. Navia caurensis ingår i släktet Navia och familjen Bromeliaceae. Inga underarter finns listade i Catalogue of Life.